# 罗氏线虫科
罗氏线虫科（学名：Robertdollfusiidae），也叫罗氏科，为嘴刺目的一个科。

## 下级分类
本科包括以下属：
- Lappnema Bain & Nikander, 1983
- 罗氏线虫属 Robertdollfusa Chabaud & Campana, 1950